# Supercoupe d'Italie de football Primavera
La Supercoppa Primavera (français : Supercoupe du printemps), officiellement appelée Supercoppa Primavera TIM pour des raisons de parrainage, est une compétition de football italienne créée en 2004. Disputée entre les vainqueurs du championnat Primavera et de la Coppa Italia Primavera, cette épreuve se déroule sur un match unique sur le terrain du vainqueur du championnat.

## Règlement
Les joueurs participants doivent être âgés de 15 à 19 ans. Trois joueurs âgés de 19 à 20 ans peuvent jouer.

## Format
- Le trophée est disputé entre le champion d'Italie Primavera et le vainqueur de la Coppa Italia Primavera. Si le vainqueur du championnat est aussi le vainqueur de la coupe, la Supercoupe opposera à nouveau les deux finalistes de la coupe.
- Le vainqueur du championnat joue la rencontre à domicile.
- La compétition se dispute sur un match unique. En cas d'égalité à la fin du temps réglementaire, la rencontre est départagée par une prolongation et, le cas échéant, une séance de tirs au but[1].

## Palmarès

### Par édition
Liste des éditions :
| Édition | Champion d'Italie | Score                | Vainqueur de la Coupe d'Italie | Lieu                                      | Date       |
| 2004    | US Lecce          | 2-2, 4-2 t.a.b.      | Juventus FC                    | Stade Via del Mare, Lecce                 | 05/09/2004 |
| 2005    | AS Rome           | 1-2                  | US Lecce                       | Centro sportivo Fulvio Bernardini, Rome   | 21/09/2005 |
| 2006    | Juventus FC       | 5-1                  | Inter Milan                    | Juventus Center, Vinovo                   | 27/09/2006 |
| 2007    | Inter Milan       | 0-2                  | Juventus FC                    | Centro sportivo Giacinto Facchetti, Milan | 03/10/2007 |
| 2008    | UC Sampdoria      | 2-2, 5-3 t.a.b.      | Atalanta Bergame               | Stade La Sciorba, Gênes                   | 05/10/2008 |
| 2009    | US Palermo        | 2-2, 4-5 t.a.b.      | Genoa CFC                      | Stade Renzo-Barbera, Palerme              | 08/09/2009 |
| 2010    | Genoa CFC         | 5-0                  | AC Milan                       | Stade Luigi-Ferraris, Gênes               | 09/09/2010 |
| 2011    | AS Rome           | 2-3                  | ACF Fiorentina                 | Stadio Olimpico, Rome                     | 03/09/2011 |
| 2012    | Inter Milan       | 1-2                  | AS Rome                        | Stadio Carlo Speroni, Busto Arsizio       | 05/09/2012 |
| 2013    | SS Lazio          | 1-2                  | Juventus FC                    | Stadio Olimpico, Rome                     | 26/09/2013 |
| 2014    | Chievo Vérone     | 0-1                  | SS Lazio                       | Stade Marcantonio-Bentegodi, Vérone       | 01/10/2014 |
| 2015    | Torino FC         | 2-1 a.p.             | SS Lazio                       | Stadio Olimpico Grande Torino, Turin      | 14/11/2015 |
| 2016    | AS Rome           | 4-0                  | Inter Milan                    | Stadio Olimpico, Rome                     | 28/10/2016 |
| 2017    | Inter Milan       | 2-1 a.p.             | AS Rome                        | Stade Giuseppe-Meazza, Milan              | 07/01/2018 |
| 2018    | Inter Milan       | 2-2 a.p., 2-4 t.a.b. | Torino FC                      | Stade Breda, Sesto San Giovanni           | 20/02/2019 |
| 2019    | Atalanta Bergame  | 2-1                  | ACF Fiorentina                 | Gewiss Stadium, Bergame                   | 28/10/2019 |
| 2020    | Atalanta Bergame  | 3-1                  | ACF Fiorentina                 | Gewiss Stadium, Bergame                   | 21/01/2021 |
| 2021    | Empoli FC         | 3-3 a.p., 3-4 t.a.b. | ACF Fiorentina                 | Stade Carlo-Castellani, Empoli            | 09/12/2021 |

### Par club
Nombre de titre(s) par club :
| Club             | Titre(s) | Édition(s) remportée(s) |
| ---------------- | -------- | ----------------------- |
| Juventus FC      | 3        | 2006, 2007, 2013        |
| US Lecce         | 2        | 2004, 2005              |
| Genoa CFC        | 2        | 2009, 2010              |
| AS Rome          | 2        | 2012, 2016              |
| Torino FC        | 2        | 2015, 2018              |
| Atalanta Bergame | 2        | 2020, 2021              |
| ACF Fiorentina   | 2        | 2011, 2021              |
| UC Sampdoria     | 1        | 2008                    |
| SS Lazio         | 1        | 2014                    |
| Inter Milan      | 1        | 2017                    |